# Selenicereus hamatus
Selenicereus hamatus là một loài thực vật có hoa trong họ Cactaceae. Loài này được (Scheidw.) Britton & Rose miêu tả khoa học đầu tiên năm 1909.

## Hình ảnh

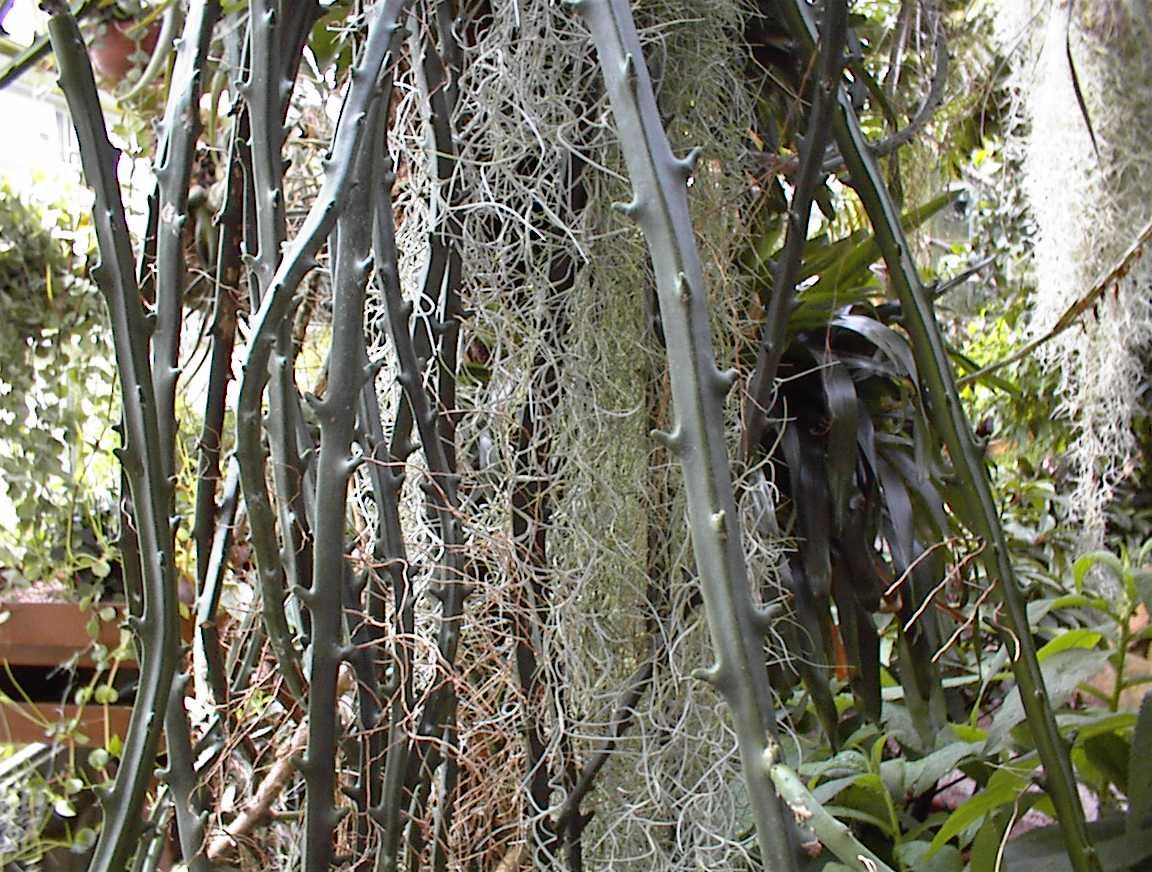
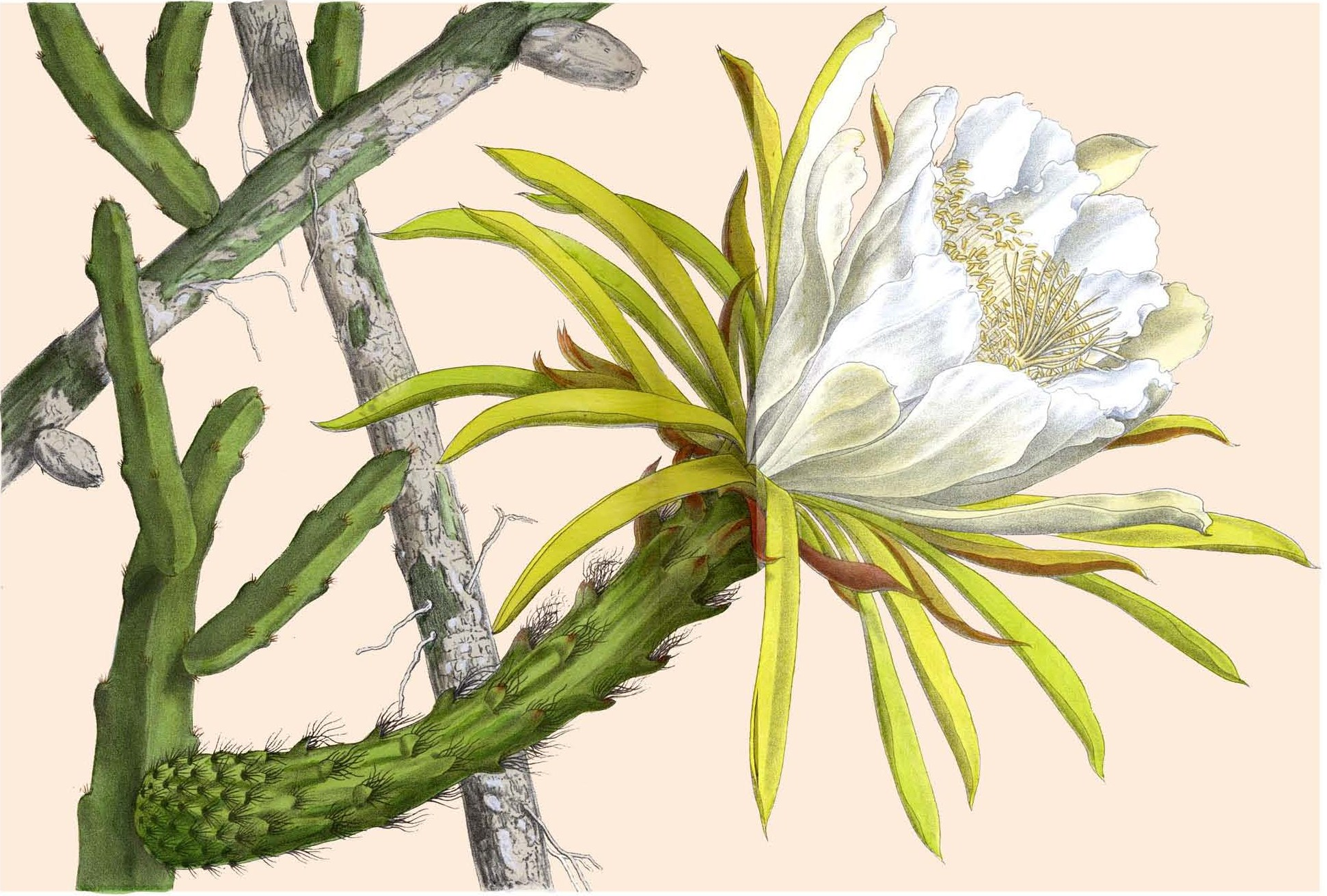
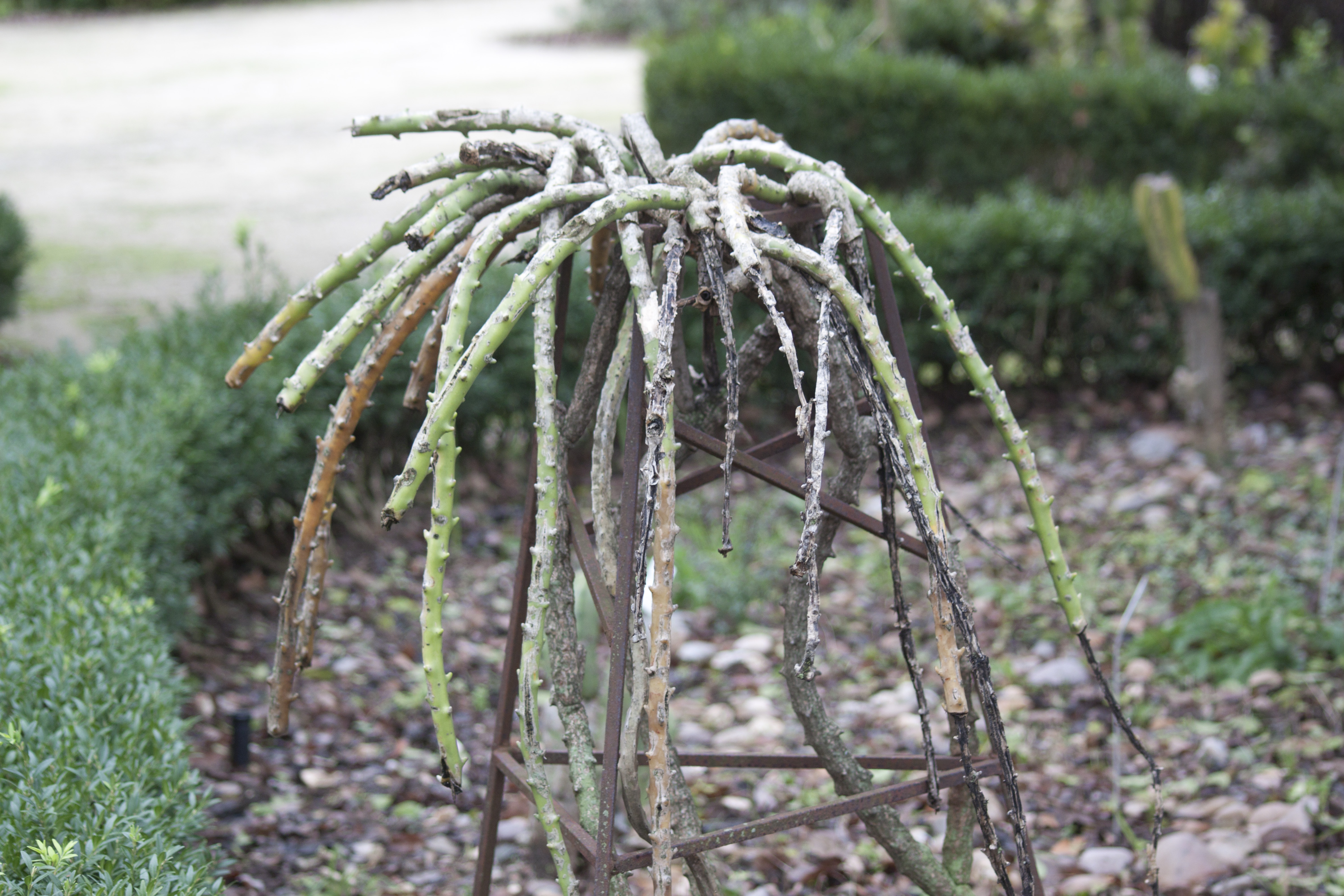